# رالی ایپر ۲۰۲۱
رالی ایپر ۲۰۲۱ (که با نام رالی رنتیز ایپر بلژیک ۲۰۲۱ نیز شناخته می‌شود) یک رویداد مسابقه‌ای برای خودروهای رالی بود که طی سه روز از ۱۳ تا ۱۵ اوت ۲۰۲۱ برگزار شد. این مسابقه پنجاه و هفتمین دوره رالی ایپر را رقم زد. این رویداد هشتمین مرحله از مسابقات رالی قهرمانی جهان ۲۰۲۱، قهرمانی رالی جهان-۲ و قهرمانی رالی جهان-۳ بود. همچنین این رویداد چهارمین دور از مسابقات قهرمانی رالی قهرمانی جوانان جهان ۲۰۲۱ محسوب می‌شد. این رویداد در ایپر، واقع در فلاندر غربی، برگزار شد که شامل بیست و چهار مرحله ویژه به مسافت کل ۲۹۵٫۷۸ کیلومتر (۱۸۳٫۷۹ مایل) در مسیرهای رقابتی بود.